# رافينيا كونا
رافينيا كونا هو لاعب كرة قدم برتغالي في مركز الهجوم، ولد في 30 أبريل 1992 في مدينة باكوس دي فيريرا في البرتغال. لعب مع ديسبورتيفو تروفينسي.

## وصلات خارجية
- رافينيا كونا على موقع Soccerway.com (الإنجليزية)